# Františky

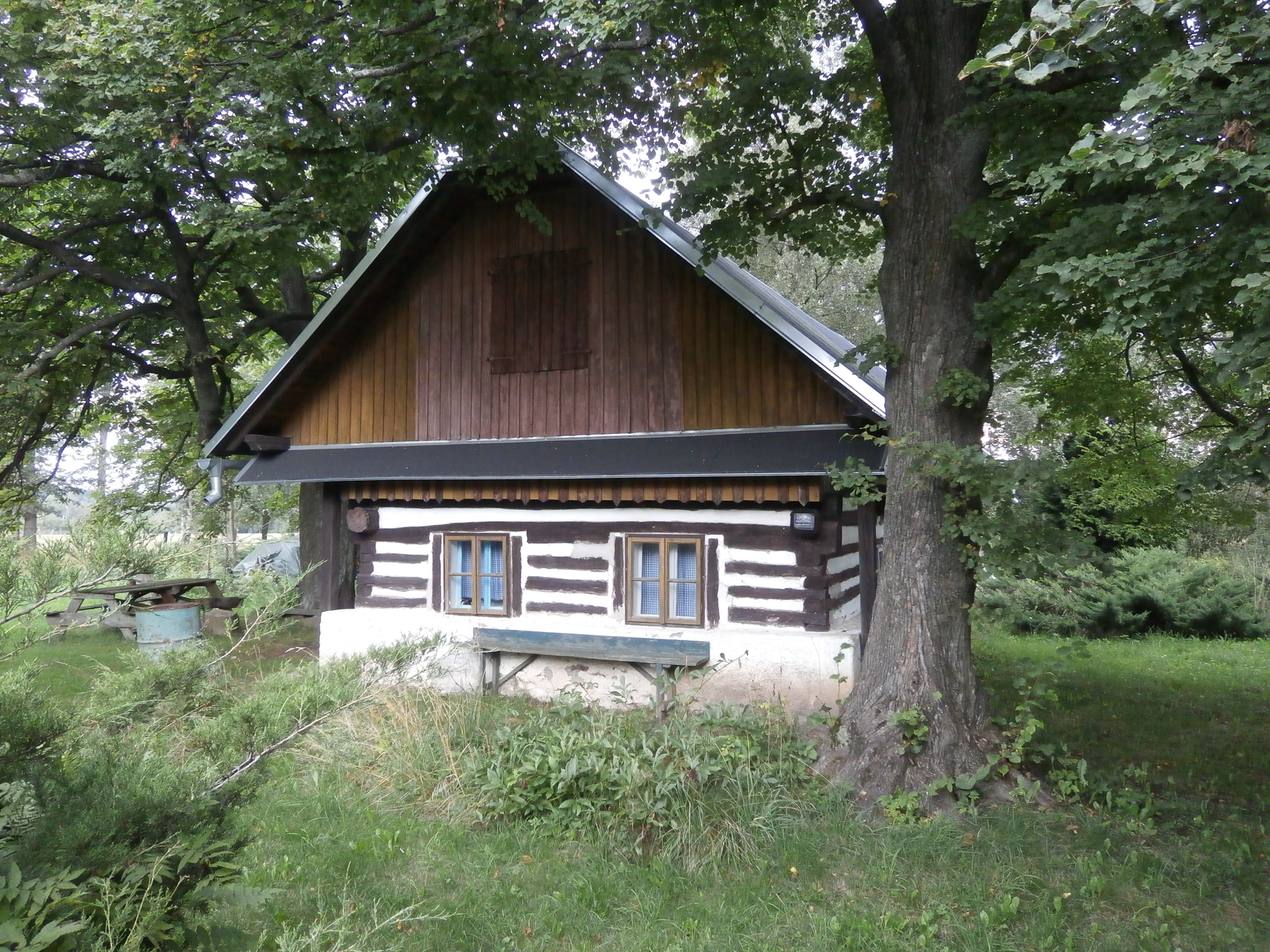
Haus Nr. 79

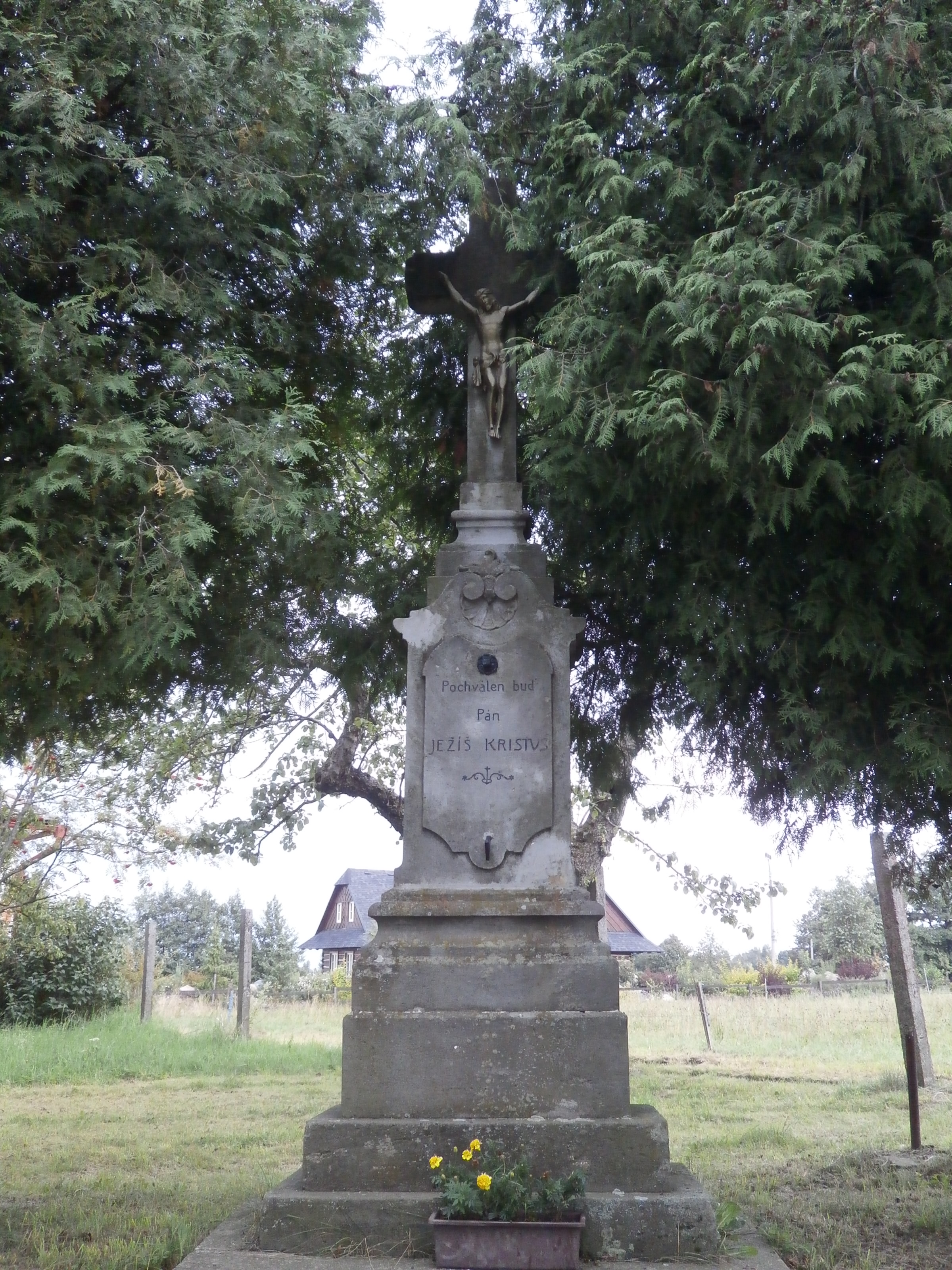
Kreuz

Františky (deutsch Franzensdorf) ist ein Ortsteil der Gemeinde Krouna in Tschechien. Er liegt fünf Kilometer südlich von Proseč und gehört zum Okres Chrudim.

## Geographie
Die Streusiedlung Františky befindet sich linksseitig des Oberlaufes des Baches Martinický potok im Norden der Saarer Berge (Žďárské vrchy). Im nördlichen Teil der Siedlung erheben sich die Švandovy břímky (665 m n.m.), südlich die Velké paseky (Paseky, 713 m n.m.) und der Na Hřívě (683 m n.m.). Františky wird im Süden von der Staatsstraße I/34 zwischen Hlinsko und Polička tangiert, dahinter erstreckt sich das Landschaftsschutzgebiet CHKO Žďárské vrchy.
Nachbarorte sind U František, Martinice und Plaňava im Norden, Poříčí u Litomyšle und Změtín im Nordosten, Lubná im Osten, Svatá Kateřina, Cerkytle, Borová und Bukovina im Südosten, Bukovina und Pustá Kamenice im Süden, Pec im Südwesten, V Hatích und Rychnov im Westen sowie Otradov im Nordwesten.

## Geschichte
Franzensdorf wurde am Übergang vom 17. zum 18. Jahrhundert durch den Besitzer der Herrschaft Richenburg, Franz Anton Berka von Dubá und Lipa (1635–1706) gegründet und ist nach ihm benannt. Die erste urkundliche Erwähnung des Dorfes erfolgte 1713. Zu Beginn des 19. Jahrhunderts erfolgte die Aufstellung der Triangulationspyramide Paseky.
Im Jahre 1835 bestand das im Chrudimer Kreis an der Brünner Hauptstraße gelegene Dominikaldorf Franzensdorf bzw. Frantissek, auch Paseky genannt, aus 78 Häusern, in denen 549 Personen lebten. Im Ort gab es ein Wirtshaus und eine Schule, in der die katholischen und akatholischen Kinder gemeinschaftlich unterrichtet wurden. Die Bewohner arbeiteten als Tagelöhner, Köhler, Holzgeschirrarbeiter, Leinweber sowie Holz- und Flachshändler. Wegen der Höhenlage war die Landwirtschaft unbedeutend. Katholischer Pfarrort war Wüst Kamenitz, die Protestanten gehörten zum Pastorat Krauna. 1843 war das Dorf auf 583 Einwohner angewachsen. Bis zur Mitte des 19. Jahrhunderts blieb Franzensdorf der Herrschaft Richenburg untertänig.
Nach der Aufhebung der Patrimonialherrschaften bildete František ab 1849 eine Gemeinde im Gerichtsbezirk Skutsch. Ab 1868 gehörte das Dorf zum politischen Bezirk Hohenmauth und war der höchstgelegene Ort des Bezirks. 1869 hatte František 624 Einwohner und bestand aus 82 Häusern. Seit 1880 führt die Gemeinde an amtlichen Namen Františky. Im Jahre 1900 lebten in Františky 587 Personen, 1910 waren es 540. 1930 hatte Františky 482 Einwohner. 1949 wurde die Gemeinde dem Okres Polička zugeordnet, seit 1961 gehört sie zum Okres Chrudim. Am 1. Januar 1976 erfolgte die Eingemeindung nach Krouna. Beim Zensus von 2001 lebten in den 56 Häusern von Františky 41 Personen.

## Ortsgliederung
Zu Františky gehört der Wohnplatz Na Louži.
Der Ortsteil bildet einen Katastralbezirk.

## Trigonometrischer Punkt Paseky
Im Zuge der Franziszeischen Landesaufnahme wurde auf der Grundlage des kaiserlichen Patents vom 23. Dezember 1817 südlich von Franzensdorf auf dem höchsten Punkt des Gebirgsrückens eine Triangulationspyramide errichtet. Auf der Grundlage der gesetzten Triangulationspunkte erfolgte in den Jahren 1831–1833 die Landesaufnahme in Böhmen, die nach einer längeren Unterbrechung ab 1861 fortgeführt wurde. Im Jahre 1867 wurde der Trigonometrische Punkt Paseky mit der Inschrift C.R.OPER.ASTR.TRIG.PRO MENS.GRAG.MED. EUROP. 1867. versehen. Wie die Punkte Spálava (663 m n.m.) bei Libice nad Doubravou und Perníčky (757 m n.m.) bei České Křižánky gehört die Triangulationspyramide Paseky zu den Trigonometrischen Punkten I. Ordnung.

## Sehenswürdigkeiten
- Steinernes Kreuz
- Gedenkstein für die Gefallenen des Ersten Weltkrieges
- Triangulationspunkt auf den Velké paseky